# Saab Automobile
Саб аутомобили АБ (швед. Saab Automobile AB) (Saab је скраћеница за Svenska Aeroplan Aktie Bolaget) је шведски произвођач аутомобила. Седиште фирме је у граду Тролхетан. Саб је произвођач ексклузивних аутомобила, и од свог оснивања познат својим пионирским иновацијама у областима као што су ергономија, заштита животне средине и турбомоторима. Сабови аутомобили још су познати по безбедност путника и иновацијама. Носиоци су бројних награда и признања за моделе 900, 9000, новије 9-3 и 9-5, а важе за једне од најсигурнијих, ако не и најсигурније аутомобиле на свету. Џенерал моторс је 1989. купио 50% Саба за 600 милиона долара, а годину дана касније је постао пун власник доплатом још 125 милиона долара.
Након двадесет година, 2010. године, започели су преговори о продаји шведског „Саба” холандској компанији Спајкер кар трајали су готово годину дана. Џенерал моторс није успео да Саб прода холандској компанији те је после 62 године шведски гигант престао са производњом аутомобила.

## Историјат компаније
Саб је у почетку био аутомобилски огранак (одељење) произвођача авиона Свенска Аероплан Актие Болагет, која је основана 1937. у граду Линћепинг. Основна делатност је била производња авиона за шведско ваздухопловство, у припремама за одбрану земље у рату који се спремао. На крају рата потражња авиона је опала и фирма је почела да тражи алтернативну производњу. 
У 1944. су почели радови на Пројекту 92, чији циљ је био производња првог аутомобила марке Саб. Резултат је било возило Саб 92001 (познат и као урсаб), који је био представљен три године касније. Дизајн аутомобила је указао да су корени фабрике у авијацији. Важно је напоменути да је коефицијент отпора тог возила био 0,30, што је најнижа вредност свих аутомобила тог доба.
После успеха у рели-такмичењима, аутомобили Саб су постали модерни широм света крајем 1960-их година, а рекордни, милионити је произведен 1976. Због кризе у коју је упао 1980-их година, Саб је први део своје имовине 1989. године продао Џенерал моторсу. Део концерна који је производио аутомобиле (Саб кар) је 1990. године реструктуриран и постао је самостална јединица, „САБ аутомобили АБ“. Након преузимања компаније од стране Џенерал моторса, исти је преместио део производње из Шведске у друге своје фабрике али га улагања, реконструкција и модернизација нису оздравили ни до данас.
Имали су 7.032 запослених 2003. године и били су присутни на аутомобилском тржишту преко 60 држава, док је до 2010. године број радника преполовљен на 3.400 радника. Саб је 2008. године продао око 90.000 возила, што је било 30 одсто мање него 2007. Након економске кризе Џенерал моторс, због дугова, није могао да задржи шведску компанију под својим окриљем у процесу реструктурисања и изласка из кризе. Продајом већег броја филијала смањили су своје капацитете и прерасли у нову, мању и ефикаснију фирму. Саб је након пада производње и губитака који су премашили 241 милион евра је 2010. године продат за око 400 милиона долара (од чега 74 милиона долара у кешу) холандском произвођачу луксузних спортских аутомобила „Спајкеру“. Продаја аутомобила је драматично пала 2010. године углавном због тога што је матични ЏМ обуставио монтажу кола и започео процес ликвидације компаније пошто је изгледало да неће бити купаца за шведски бренд. До новембра исте године Саб је у САД продао свега око 4.400 возила.
Почетком 2011. године, Саб је на сајму аутомобила у Женеви представио нови модел „9-4X“. Сам дизајн овог аутомобила потписује Јасон Кастриота, дизајнер чије креације красе „ферари 599“, „масерати гранд турисмо“ као и многе друге аутомобиле. За годину дана пословања постигнути су добри резултати и деловало је да компанија има сигурну будућности као стабилан и посебан произвођача премијум возила. Производња је обустављена априла 2011. године у највећем постројењу Саба у шведском граду Тролхатану, пошто је компанија имала проблема при исплати снабдевача, при чему радници нису добили примања.